# Temporada 1977-78 de los Golden State Warriors
La temporada 1977-78 fue la trigésimo segunda de los Warriors en la NBA, la decimosexta en el Área de la Bahía de San Francisco, a donde llegaron procedentes de Filadelfia, y la séptima en la ciudad de Oakland con la denominación de Golden State Warriors. La temporada regular acabó con 43 victorias y 39 derrotas, y a pesar de ello acabaron en la séptima posición de la Conferencia Oeste, no logrando clasificarse para los playoffs.

## Elecciones en elDraft
| Ronda | Puesto | Jugador        | Posición | Nacionalidad   | Universidad   |
| ----- | ------ | -------------- | -------- | -------------- | ------------- |
| 1     | 16     | Rickey Green   | Base     | Estados Unidos | Michigan      |
| 1     | 18     | Wesley Cox     | Alero    | Estados Unidos | Louisville    |
| 3     | 60     | Marlon Redmond | Escolta  | Estados Unidos | San Francisco |
| 5     | 104    | Ray Epps       | Alero    | Estados Unidos | Norfolk State |
| 8     | 165    | Ricky Marsh    | Escolta  | Estados Unidos | Manhattan     |

## Temporada regular
| División Pacífico        | División Pacífico | División Pacífico | División Pacífico | División Pacífico | División Pacífico | División Pacífico | División Pacífico | División Pacífico |
| Equipo                   | G                 | P                 | %                 | PD                | Casa              | Fuera             | Div               |                   |
| ------------------------ | ----------------- | ----------------- | ----------------- | ----------------- | ----------------- | ----------------- | ----------------- | ----------------- |
| y-Portland Trail Blazers | 58                | 24                | .707              | –                 | 36–5              | 22–19             | 13–3              |                   |
| x-Phoenix Suns           | 49                | 33                | .598              | 9                 | 34–7              | 15–26             | 8–8               |                   |
| x-Seattle SuperSonics    | 47                | 35                | .573              | 11                | 31–10             | 16–25             | 8–8               |                   |
| x-Los Angeles Lakers     | 45                | 37                | .549              | 13                | 29–12             | 16–25             | 6–10              |                   |
| Golden State Warriors    | 43                | 39                | .524              | 15                | 30–11             | 13–28             | 5–11              |                   |

## Estadísticas
| Rk | Jugador         | Edad | P  | PT | MP   | TC  | TCI  | %TC  | TL  | TLI | %TL  | RO  | RD  | RT  | AS  | RB  | TAP | BP  | FP  | PTS  |
| -- | --------------- | ---- | -- | -- | ---- | --- | ---- | ---- | --- | --- | ---- | --- | --- | --- | --- | --- | --- | --- | --- | ---- |
| 1  | Rick Barry      | 33   | 82 |    | 36.9 | 9.3 | 20.6 | .451 | 4.6 | 5.0 | .924 | 0.9 | 4.6 | 5.5 | 5.4 | 1.9 | 0.5 | 2.7 | 2.3 | 23.1 |
| 2  | Phil Smith      | 25   | 82 |    | 35.9 | 7.9 | 16.7 | .472 | 3.9 | 4.7 | .812 | 1.2 | 2.4 | 3.7 | 4.8 | 1.3 | 0.3 | 3.2 | 2.7 | 19.7 |
| 3  | Clifford Ray    | 29   | 79 |    | 28.7 | 3.4 | 6.0  | .571 | 1.9 | 3.1 | .609 | 3.0 | 6.6 | 9.6 | 1.9 | 0.9 | 1.1 | 1.9 | 3.7 | 8.8  |
| 4  | Sonny Parker    | 22   | 82 |    | 25.2 | 5.0 | 9.5  | .519 | 1.5 | 2.1 | .705 | 2.0 | 2.7 | 4.7 | 1.9 | 1.6 | 0.4 | 1.6 | 2.3 | 11.4 |
| 5  | E.C. Coleman    | 27   | 72 |    | 25.0 | 2.9 | 6.2  | .475 | 0.6 | 0.8 | .727 | 1.6 | 3.6 | 5.2 | 1.4 | 0.9 | 0.3 | 1.3 | 3.5 | 6.4  |
| 6  | Robert Parish   | 24   | 82 |    | 24.0 | 5.2 | 11.1 | .472 | 2.0 | 3.2 | .625 | 2.6 | 5.7 | 8.3 | 1.2 | 1.0 | 1.5 | 2.5 | 3.5 | 12.5 |
| 7  | Charles Dudley  | 27   | 78 |    | 21.3 | 1.6 | 3.2  | .510 | 1.8 | 2.5 | .708 | 1.1 | 2.6 | 3.7 | 5.2 | 0.9 | 0.0 | 2.1 | 2.3 | 5.0  |
| 8  | Nate Williams   | 27   | 46 |    | 17.7 | 4.8 | 11.1 | .435 | 1.5 | 1.8 | .833 | 0.8 | 1.7 | 2.5 | 0.9 | 0.8 | 0.5 | 1.3 | 2.6 | 11.2 |
| 9  | Charles Johnson | 28   | 32 |    | 15.4 | 3.0 | 7.3  | .409 | 0.2 | 0.3 | .700 | 0.7 | 1.2 | 1.9 | 1.5 | 1.0 | 0.1 | 0.7 | 1.7 | 6.2  |
| 10 | Rickey Green    | 23   | 76 |    | 14.4 | 1.9 | 4.9  | .381 | 0.7 | 1.2 | .600 | 0.6 | 0.9 | 1.5 | 2.0 | 0.8 | 0.0 | 1.0 | 1.3 | 4.5  |
| 11 | Ricky Marsh     | 23   | 60 |    | 14.2 | 2.1 | 4.8  | .426 | 0.4 | 0.6 | .697 | 0.3 | 1.0 | 1.3 | 1.5 | 0.5 | 0.3 | 0.8 | 1.9 | 4.5  |
| 12 | Derrek Dickey   | 26   | 22 |    | 12.4 | 2.7 | 5.9  | .462 | 0.7 | 0.8 | .941 | 1.0 | 1.3 | 2.2 | 0.5 | 0.5 | 0.1 | 0.8 | 1.3 | 6.2  |
| 13 | Wesley Cox      | 23   | 43 |    | 10.5 | 1.6 | 4.0  | .399 | 1.3 | 2.3 | .580 | 1.0 | 2.3 | 3.3 | 0.3 | 0.5 | 0.2 | 0.8 | 1.9 | 4.6  |
| 14 | Larry McNeill   | 27   | 9  |    | 7.4  | 0.7 | 2.0  | .333 | 1.7 | 2.1 | .789 | 0.2 | 1.3 | 1.6 | 0.2 | 0.0 | 0.1 | 0.8 | 1.6 | 3.0  |

## Galardones y récords
| Jugador      | Galardón                               |
| E.C. Coleman | 2.º Mejor quinteto defensivo de la NBA |
| Rick Barry   | All-Star                               |